# Carlo Antonio Lodovico Bellardi
Carlo Antonio Lodovico Bellardi est un médecin et botaniste italien né le 30 juillet 1741 à Cigliano et mort le 4 mai 1826 à Turin.